# James Van Der Beek

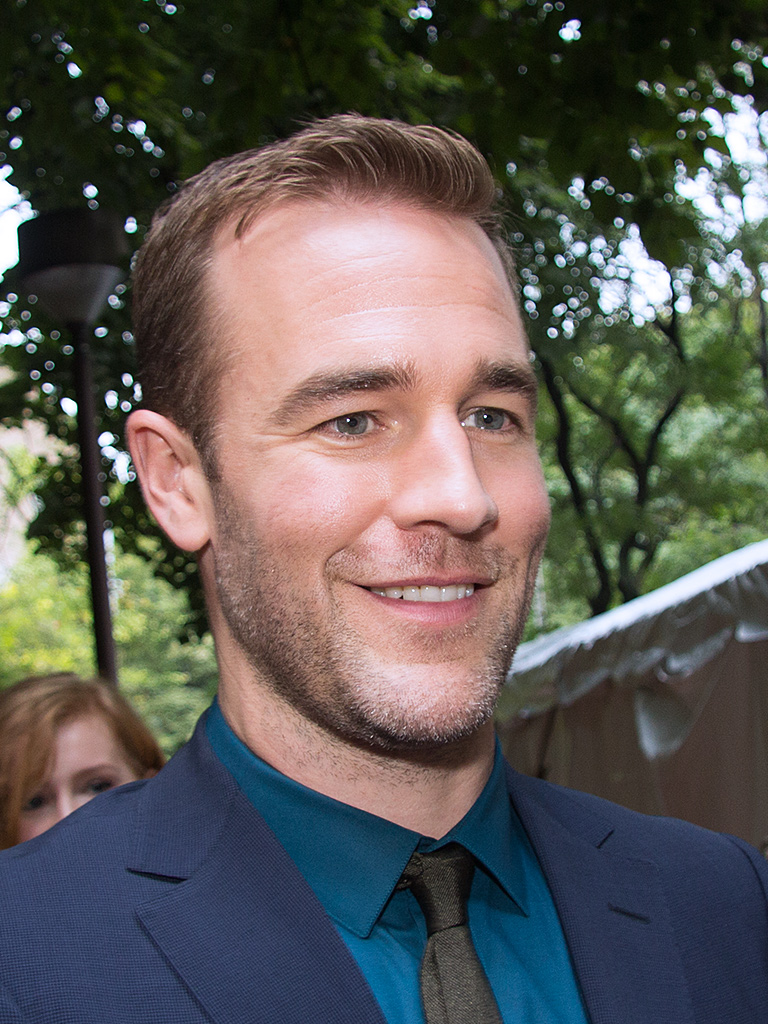
James Van Der Beek, 2013

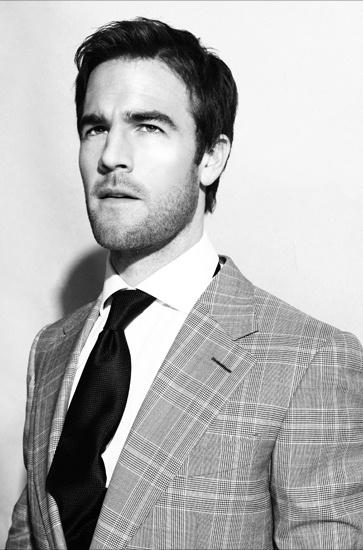
James Van Der Beek, 2011

James David Van Der Beek (* 8. März 1977 in Cheshire, Connecticut) ist ein US-amerikanischer Schauspieler. Bekannt wurde er durch die Rolle des Dawson Leery in der Fernsehserie Dawson’s Creek.

## Leben
Sein Vater, Jim Van Der Beek, hat niederländische Wurzeln und ist Vorstandsvorsitzender eines Mobilfunkunternehmens. Seine Mutter, Melinda Van Der Beek, geb. Weber (1950–2020), war Besitzerin eines Fitness-Studios und war früher Tänzerin am Broadway.
Van Der Beek begann mit der Schauspielerei, als er dreizehn Jahre alt war. Bis zu seinem 16. Lebensjahr wirkte er an seiner Schule bei Theateraufführungen mit. Seine Mutter brachte ihn nach New York City, um dort einen Agenten für ihn zu finden. Zunächst wirkte er in einigen Broadwaystücken mit. Seine erste Filmrolle erhielt er im Jahr 1995 in dem Film Angus – voll cool, im Jahr darauf bekam er eine kleine Rolle in dem Film I Love You, I Love You Not mit Claire Danes in der Hauptrolle. Danach erhielt er zunächst keine weiteren Angebote und beschloss zu studieren. Während seines Studiums begann er zu reisen. Nach seiner Rückkehr im Jahr 1998 unternahm er einen erneuten Versuch, noch als Schauspieler Fuß zu fassen, sprach für eine Rolle in der Fernsehserie Dawson’s Creek vor und erhielt schließlich die Hauptrolle.
Nach dem Ende von Dawson’s Creek trat er vor allem durch Fernsehproduktionen in Erscheinung. Im Jahr 2006 spielte er die Hauptrolle in dem Horrorfilm The Plague, den Clive Barker produzierte. Im gleichen Jahr spielte er in der Sitcom Sex, Power, Love & Politics, die von Mitarbeitern des Capitol Hill in Washington, D.C. handelte. Im Jahr 2007 wirkte er in verschiedenen Fernsehproduktionen mit, u. a. in zwei Folgen der Fernsehserie Criminal Minds.
Von 2012 bis 2013 spielte er sich selbst in der Comedyserie Apartment 23. Im Jahr 2014 war er in der kurzlebigen CBS-Sitcom Friends with Better Lives zu sehen. Auch seine nächste Serienrolle als Special Agent Elijah Mundo in der Krimiserie CSI: Cyber (2015–2016) reichte nur über zwei Serienstaffeln.
Von 2003 bis 2010 war James Van Der Beek mit der Schauspielerin Heather McComb verheiratet. Seit August 2010 ist er mit Kimberly Brook verheiratet, gemeinsam hat das Paar vier Töchter und zwei Söhne. Brook fiel medial dadurch auf, dass sie Verschwörungstheorien über Impfstoffe verbreitete.
Im November 2024 gab Van Der Beek bekannt, dass er an Darmkrebs erkrankt sei.
Im März 2025 nahm Van Der Beek als Griffin an der 13. Staffel der US-amerikanischen Version von The Masked Singer teil, in der er den zehnten Platz erreichte.

## Filmografie (Auswahl)
- 1986: Das Schloss im Himmel (Stimme von Pazu in der englischen Version)
- 1995: Jung und Leidenschaftlich – Wie das Leben so spielt (As the World Turns, Fernsehserie, 3 Episoden)
- 1995: Angus – voll cool (Angus)
- 1997: I Love You, I Love You Not
- 1998–2003: Dawson’s Creek (Fernsehserie, 122 Episoden)
- 1999: Varsity Blues
- 2000: Scary Movie
- 2001: Texas Rangers
- 2001: Jay und Silent Bob schlagen zurück (Jay and Silent Bob Strike Back)
- 2002: Die Regeln des Spiels (The Rules of Attraction)
- 2005: Standing still – Blick zurück nach vorn (Standing Still)
- 2006: Clive Barker’s Die Seuche (The Plague)
- 2006: Criminal Minds (Fernsehserie, Episode 2x14–2x15)
- 2007: Eye of the Beast – Das Auge der Bestie (The Eye of the Beast, Fernsehfilm)
- 2008, 2013: How I Met Your Mother (Fernsehserie, 3 Episoden)
- 2008–2009: One Tree Hill (Fernsehserie, 4 Episoden)
- 2009: The Storm – Die große Klimakatastrophe (The Storm, Miniserie)
- 2009: Medium – Nichts bleibt verborgen (Fernsehserie, Staffel 5 Folge 9)
- 2009: Stolen Lives
- 2009: Formosa Betrayed
- 2009: The Forgotten – Die Wahrheit stirbt nie (The Forgotten, Fernsehserie, Episode 1x09)
- 2009: Mrs. Miracle – Ein zauberhaftes Kindermädchen (Mrs. Miracle, Fernsehfilm)
- 2009: Entführt! – Eine Frau kämpft um ihre Freiheit (Taken in Broad Daylight, Fernsehfilm)
- 2010: Mercy (Fernsehserie, 10 Episoden)
- 2011: The Big Bang
- 2011: Criminal Intent – Verbrechen im Visier (Fernsehserie, Episode 10x08)
- 2011: Franklin & Bash (Fernsehserie, Episode 1x09)
- 2012: Law & Order: Special Victims Unit (Fernsehserie, Episode 13x20)
- 2012–2013: Apartment 23 (Don’t Trust the B---- in Apartment 23, Fernsehserie, 26 Episoden)
- 2013: Labor Day
- 2014: Friends with Better Lives (Fernsehserie, 13 Episoden)
- 2015–2016: CSI: Cyber (Fernsehserie, 31 Episoden)
- 2017: Downsizing
- 2017: Modern Family (Fernsehserie, Episode 9x10)
- 2019: Pose (Fernsehserie, fünf Folgen)
- 2020: Bad Hair
- 2025: The Masked Singer (Fernsehsendung, Teilnehmer Staffel 13, 10. Platz)

## Auszeichnungen
- MTV Movie Awards 1999: Best Breakthrough Performance für Varsity Blues
- Teen Choice Awards 1999: Breakout Performance für Varsity Blues
- MTV Movie Awards 2001: Best Cameo für Scary Movie